# Диметилфуран
Диметилфуран, 2,5-Диметилфуран (іноді називають абревіатурою 2,5-DMF, не слід плутати з DMF — диметилформамід) — похідна від фурану з формулою (CH3)2C4H2O. Має запах карамелі і використовується як харчовий ароматизатор.
2,5-диметилфуран отримують з біомаси. Речовина може бути отримана безпосередньо з рослин і фруктів, целюлози, а також з глюкози. Ця проста речовина є потенційним типом біопалива. Може використовуватись як органічний розчинник. Як біопаливо є ефективнішою, ніж етанол, оскільки має на 40 % більшу щільність енергії. Сполука має великий потенціал як біопаливо, оскільки речовина містить вищу концентрацію енергії, ніж інші види біопалива, такі як біоетанол і знаходиться на одному рівні зі звичайним бензином. Речовина хімічно стабільна — є нерозчинною у воді, не вбирає вологу з атмосфери.
Способи отримання речовини із звичайних вуглеводів, таких як фруктоза і глюкоза, які міститься у великих кількостях в рослинах, були розроблені в останні роки.